# Јункерска партија
Јункерска партија јесте назив за немачку Конзервативну партију (савез буржоазије и јункерства) образовану после уједињења Немачке. Ова партија заступала је интересе јункерства и војномонархистичка начела у политици. Захваљујући брзом развитку индустрије и појави револуционарног радничког покрета, који је заплашио немачку буржоазију, Јункерској партији пришли су и многи представници крупног капитала, док се најзад и сама Национално-либерална партија није прећутно одрекла свог либералног програма и заједно са Јункерском партијом постала стуб војномонархистичког режима у Немачкој и активно учествовала у успостављању нацизма. Због овако чврсте спреге између немачког јункерства и немачког крупног капитала, Лењин је Немачку назвао буржоаско-јункерском државом.